# چارک (دشتی)
چارک، روستایی از توابع بخش مرکزی شهرستان دشتی استان بوشهر ایران است.
روستای چارک در ۱۶ کیلومتری غرب خورموج مرکز شهرستان دشتی از توابع استان بوشهر در حاشیه کوه‌مند قرار دارد. قدمت آن به ۳۵۰ سال پیش می‌رسد و با آثار باستانی کشف شده قدمت آن دو هزار سال تخمین زده شده‌است. وجه تسمیه روستا به چه علت نام روستا را چارک نامیده‌اند:

## جمعیت
این روستا در دهستان خورموج قرار دارد و بر اساس سرشماری سال ۱۳۸۵ آمار رسمی جمعیت آن ۷۶۰ نفر (۱۷۱ خانوار) بوده و اکنون حدود یک هزار نفر جمعیت (۲۳۰ خانوار) دارد.